# Ayi Kwei Armah
Ayi Kwei Armah (* 28. října 1938 Sekondi-Takoradi) je ghanský spisovatel pocházející z etnika Gaů.
Vystudoval sociologii na Harvardově univerzitě a tvůrčí psaní na Kolumbijské univerzitě. Pracoval jako učitel, překladatel, televizní scenárista a redaktor časopisu Jeune Afrique. Založil vlastní nakladatelství Per Ankh.
Je příznivcem panafrikanismu a navrhl zavedení svahilštiny jako společného jazyka pro celý kontinent. Jeho tvorba se zabývá morálními otázkami současné Afriky, zkoumá roli intelektuálů ve společnosti a kriticky zobrazuje zkorumpovanost afrických režimů. Je autorem románů The Beautyful Ones Are Not Yet Born, Fragments, Why Are We So Blest?, Two Thousand Seasons, The Healers, Osiris Rising, Doctor Kamikaze, KMT: the House of Life a The Resolutionaries. K jeho dílu patří také poezie, dětské knihy a literárněvědné eseje.
Jeho román Fragments byl přeložen do slovenštiny pod názvem Návrat (1977).